# Jerko Rukavina
Jerko Rukavina  (*1699.) je bio knez ražanački. Za hrvatsku je povijest bitan kao vođa seobe i kao rodonačelnik grane Rukavina Vidovgradskih.
Zajedno s knezom vinjeračkim Dujmom Kovačevićem poveo je 1683. Hrvate iz skupine Bunjevaca u Bag.
Nekoliko godina poslije, 1686. poveo je svoje Bunjevce u Liku. Put kojim je poveo svoj narod bio je preko prijevoja Baških vrata. Smjestili su se u četiri sela. Ta sela su Brušane, Trnovac, Smiljan i Bužim.
Bio je zapovjednikom utvrde Vidovca. Po toj je utvrdi dobio naslov Vidovgradski.
Njegova je obitelj poslije dala brojne poznate hrvatske uglednike, što se posebno odnosi na njegove potomke iz Trnovca. Dali su čak tri generala i 54 časnika. Najstarije je i najbrojnije ličko vojno plemstvo. Ističe se:
- Gjuro (Juraj) Rukavina Vidovgradski (1777. – 1849.), prva osoba koja je u Saboru progovorila hrvatskim (1832.)